# Northern Samar
Koordinaten: 12° 20′ N, 124° 40′ O
Northern Samar (deutsch Nord-Samar) ist eine Provinz der  Philippinen. Sie nimmt den nördlichen Teil der Insel Samar ein und ist politisch der Region Eastern Visayas (Region VIII) zugeordnet.
Der Sitz der Provinzregierung befindet sich in der Ortschaft Catarman. 

## Geographie
Die Provinz breitet sich über den gesamten Nordteil der Insel Samar aus und wird im Süden durch die Provinz Samar und durch Eastern Samar begrenzt. Im Nordwesten, am gegenüberliegenden Ufer der San-Bernardino-Straße, befindet sich Sorsogon, die südlichste Provinz auf der Insel Luzon. Im Osten erstreckt sich die Küstenlinie zur Philippinensee, einem Teil des Pazifischen Ozeans, während sich im Westen die Samar-See ausbreitet. 
Die Topographie von Northern Samar wird durch sich großflächig ausbreitende Gebiete voller kleiner und felsiger Hügel bestimmt, sowie von einigen kleineren Tieflandflächen beherrscht. Sie verfügt entlang der Küste zudem über viele kleinflächige und von Hügeln unterbrochene Gebietsabschnitte. Die Flussgebiete werden zumeist von Schwemmflächen und Ebenen begleitet. Die Provinz ist ausgestattet mit verhältnismäßig reichen und fruchtbaren Böden, auf denen die meisten Nutzpflanzen angebaut werden können.  
Die Flussebenen sind hierbei in der Regel tiefer gelegene Gebiete, die oft durch Hügel unterbrochen werden, während der Rest des Provinzgebietes sich uneben und bergig präsentiert. Das Inland ist stark mit hohen zergliederten Hügeln und kleinen Bergkuppen durchzogen. Einige untersetzte Hügel finden sich dabei zwischen dem küstennahen Flachland bei Palapag, in der Flussebene von Gamay und im Catubig Valley.
Zu der Provinz gehören zahlreiche Inseln, von denen die größten Capul und Dalupiri sind. Die Inselgemeinde San Vicente wiederum setzt sich aus mehreren kleineren Insel zusammen, der Insel San Vicente und den Naranjo-Inseln. Die nördlichste bewohnte Insel von Northern Samar ist Biri Island. In der Mitte der San Bernardino Straße liegen die für die Schiffsnavigation wichtige Insel San Bernardino.
Die Provinz hat eine Gesamtfläche von 3.692,93 km². Etwa 52 % der Landfläche ist mit Wald bewachsen, während 42 % als Nutzfläche ausgewiesen ist.

## Demographie, Sprache und Religion
Laut der Volkszählung aus dem Jahr 2007 hat die Provinz eine Gesamteinwohnerzahl von 549.759 Menschen. Damit belegt sie den 30. Rang der bevölkerungsärmsten Provinzen des Landes. Die durchschnittliche Bevölkerungsdichte liegt bei 157 Bewohnern pro km². 
Die Mehrheit der Bewohner von Northern Samar verwendet den Dialekt Norte Samarnon, eine Variation der Sprache Wáray-Wáray. Daneben ist ebenso Cebuano geläufig, eine Sprache, die mehrheitlich in der Gemeinde San Isidro sowie in den Inselgemeinden San Antonio und San Vicente gesprochen wird. Eine dritte verbreitete Sprachform ist das Inabaknon, die auf der Insel Capul beheimatet ist. Der Dialekt Norte Samarnon wird allgemein wiederum in Balicuatro, sowie in Zentral- und Pazifik-Sprecher untergliedert.
Der Großteil der Bevölkerung ist römisch-katholisch. Andere religiöse Gruppen in der Provinz sind die Iglesia ni Cristo, die Aglipayan, die Siebenten-Tags-Adventisten, die Zeugen Jehovas sowie die Gemeinschaft der Erweckungsbewegung.

## Politische Gliederung
Die Provinz Northern Samar ist unterteilt in 24 eigenständig verwaltete Gemeinden. Diese wiederum sind in insgesamt 569 Barangays (Ortsteile) untergliedert.
Die Provinz wird weiterhin aufgeteilt in zwei Kongress-Distrikte.

### Gemeinden
| - Allen - Biri - Bobon - Capul - Catarman - Catubig - Gamay - Laoang - Lapinig - Las Navas - Lavezares - Lope de Vega | - Mapanas - Mondragon - Palapag - Pambujan - Rosario - San Antonio - San Isidro - San Jose - San Roque - San Vicente - Silvino Lobos - Victoria |

## Geschichte
Zwischen 1599 und 1605 erbauten Jesuitische Missionare eine Mission in der Ortschaft Palapag inmitten des Gebietes der Volksgruppe der Ibabao. Die Missionare blieben in diesem Gebiet bis spät in das 17. Jahrhundert präsent, ehe man sie von den Philippinen verstieß und durch Franziskaner (OFM) ersetzte.
Als die San Bernardino Straße zu einer Hauptroute der spanischen Galeonen auf ihrem Weg zwischen Acapulco, Mexiko, und Manila wurde, richtete man in Palapag einen Hafen ein, in dem die reich beladenen Galeonen aus Manila vor den ungünstigen Winden und der aufgewühlten See Schutz finden konnten. 
Im frühen 16. Jahrhundert wurden schließlich Schiffbauer von Palapag zu den Werften nach Cavite abkommandiert, um dort den Bau von Galeonen und Schiffen zu unterstützen, die die Sicherung der Insel gewährleisten sollten. Zu dieser Zeit, im Jahre 1649, kam es unter den Rekruten zu einem Aufstand, der ein allgemeines Aufbegehren gegen Spanien innerhalb der Visayas und auf Mindanao signalisierte. Die Revolte wurde angeführt von dem Waray-Helden Juan Ponce Sumuroy, weshalb sie heute unter dem Namen Sumuroy Rebellion bekannt ist. Der Aufstand weitete sich gleichzeitig nordwärts in die Provinz Albay und südwärts in Richtung der nördlichen Küste von Mindanao aus, um schließlich nach Cebu überzuspringen. Es dauerte über ein Jahr bevor die spanische Kolonialmacht die Rebellion unterdrücken und die Kontrolle des Archipels zurückerlangen konnte. 
Die kleine Insel Capul war von 1848 bis 1852 der Sitz der Regierung von Samar. Capul hieß früher einmal Abak, nach einem frühgeschichtlichen Herrscher aus Java, der die ersten Siedler auf die kleine Insel brachte.   
Im Jahre 1898 zu Beginn des Philippinisch-Amerikanischen Krieges landeten die Amerikaner an den Stränden von Catarman. Ihnen stellte sich hier eine Revolutionsarmee unter der Führung von General Vicente Lukban entgegen. Die Filipinos kämpften dabei mit einfachen Schlagwaffen, wie dem Bolo und mit selbst gefertigten Schusswaffen, den Paltiks, gegen die amerikanischen Kanonen und Feuerwaffen. Nachdem angesichts der technischen Unterlegenheit eine Niederlage unausweichlich war, führten sie im Folgenden einen Guerillakrieg gegen die Amerikaner. Eine der bedeutendsten Kampfhandlungen während des Philippinisch-Amerikanischen Krieges innerhalb des heutigen Provinzgebietes war die Belagerung von Catubig. 
Während des Zweiten Weltkrieges organisierten die Einwohner von Samar ein Platoon von Freiwilligen, die die Verteidigung des Archipels gegen die japanische Aggression unterstützen sollte. Das Kontingent wurde ein Teil der Philippinischen Nationalgarde in Manila. Die Provinz half der Regierung zudem, durch den Erwerb von Obligationen in einer nicht unerheblichen Höhe, die Finanzierung des Nationalkongresses zu stützen, der die philippinische Unabhängigkeit organisierte. 
Weit nach der Unabhängigkeit setzten der Kongressabgeordnete Eladio T. Balite aus dem nördlichen und Felipe J. Abrigo aus dem östlichen Samar den Republic Act 4221 auf, der vom Kongress im Jahre 1963 dann auch bewilligt wurde. Dieses Gesetz, ratifiziert durch eine Volksabstimmung am 9. November 1965, teilte die Insel Samar in drei eigenständige Provinzen auf: In Northern Samar, Eastern Samar und Western Samar.

## Klima
Das Klima der Provinz wird weder durch eine eindeutige Trocken- noch durch eine Regenzeit bestimmt. Eine stärkere Regenperiode jedoch herrscht in dem Gebiet von Northern Samar zwischen den Monaten Oktober bis Januar vor. Die stärksten Niederschläge sind dabei im November zu erwarten, während der Mai den trockensten Monat darstellt. 

## Sehenswürdigkeiten
- Der Samar Natural Park
- Die spanische Festung Fuerza de Capul auf der Insel Capul
- Die Onay Beach in Laoang
- Bani Island Beaches in Lavezares
- White Beach in Catarman
- Bruno die Mumie und den die Würze des Lebens (spice of life) genannten Sandstrand in Victoria
- Die Insel Divinuvo Island
- Das Pearl Farm & Panganuron Beach Resort in San Vincent
- Die Pinipisacan-Wasserfälle in Laoang
- Die Biri-Felsformation vor der Insel Biri, erreichbar von Lavezares
- Das KM 3-Höhlensystem im Barangay San Isidro, Las Navas
- Die Maria-Teresia-Wasserfälle im Barangay Viena Maria, in der Gemeinde Catubig
- Die Insel San Vicente mit ihren Korallenriffen und weißen Sandstränden
- Die Veriato- und Kangpongkol-Wasserfälle in San Isidro